# Lena Svenaeus
Lena Kristina Svenaeus, född 2 januari 1943, är en svensk filosofie doktor, jurist och ämbetsman.
1983-1992 var hon jurist på SHSTF, där hon bland annat var offentlig försvarare vid det så kallade dialysmålet. Efter ett missöde 1983 på en teknikintensiv dialysavdelning som medförde att tre personer avled, blev 1985 en sjuksköterska dömd för vållande till annans död. Svenaeus hävdade att ansvar istället borde krävts ut bland de läkare och tekniker som hade ansvaret för den medicinska tekniken på dialysavdelningen, men så skedde ej medan möjlighet fanns innan preskriptionstiden gick ut 1988. Problematiken har ånyo beskrivits av Svenaeus i ett kapitel i boken "Patientsäkerhet: teori och praktik" som gavs ut 2013.
1980-1983 var Svenaeus ställföreträdande JämO bredvid Inga-Britt Törnell, och blev senare jämställdhetsombudsman (JämO) 1994-2000. Under sin tid som JämO drev hon flera uppmärksammade fall om lönediskriminering, bland annat det så kallade "Kumlamålet" där JämO för första gången drev ett sådant fall till arbetsdomstolen.
Svenaeus var generaldirektör för Statens Haverikommission 2002-2004.
Svenaeus är (2019) knuten som forskare till den rättssociologiska institutionen vid Lunds universitet och disputerade 2017 på en avhandling om rättsläget kring obefogade löneskillnader.